# Bejucos
Bejucos är en ort i den nordvästra delen av kommunen Tejupilco i delstaten Mexiko i Mexiko. Samhället hade 2 437 invånare vid folkräkningen 2020 och var kommunens tredje folkrikaste. Bejucos ligger endast på drygt femhundra meters höjd i Tejupilcos lågland, precis vid gränsen till delstaten Guerrero där bara vattendraget Hermenegildo Galeana skiljer dem åt.

## Historia
Ungefär 40 år efter det att spanjorerna lämnade Mexiko rundades orten enligt hembygdsliteraturen av en nomad på mula vid namn Julián Pérez. Under tidigt 1900-tal utvecklades Bejucos till ett jordbrukssamhälle och växte i takt med detta till en större by. 1962 fick man tillgång till elektricitet.

## Samhälle
Bejucos är känt för det 105 meter höga vattenfallet Cola de Caballo, även känt som Cascada Nanchititla. Intill staden finns även en konstgjord sjö.
I Bejucos finns sju skolor, från förskola till grundskola samt även ett universitet. På orten finns även en mindre arena för baseboll och friidrott.